# Ibn Ḥibbān
Abū Ḥātim Muḥammad b. Ḥibbān b. Aḥmad b. Ḥibbān al-Tamīmī al-Bustī (arabisch ابو حاتم محمد  بن حبان البستي)
(geb. um 270/884; gest. 354/965) war ein arabischer Philologe, schafi'ītischer Rechtsgelehrter, Mudschtahid, Hadithgelehrter (spezialisiert im Bereich ʿIlm ar-ridschāl), Qādī, islamischer Historiker, Mediziner und Astronom in Chorasan und Samarqand aus Bost.

## Leben
Er wurde in Bost, im heutigen Afghanistan, etwa 270 n.H./884 n.C. geboren, und verbrachte dort seine Jugend und kehrte erst in hohem Alter zurück, wo ihn viele Gelehrte besuchten, um von ihm das Überlieferungsrecht zu erhalten. Er wurde neben seinem Haus begraben. Er war vom Stamm der Banu Tamim. Er reiste im Streben nach islamischem Wissen nach Chorasan, in die Levante, nach Ägypten, dem Iraq, nach Dschazīra, Nischapur, und Basra. Er studierte bei an-Nasāʾī in Ägypten, und bei Abū Yaʾlā al-Mauṣilī in Mossul, bei Ibn Khuzayma in Nischapur, bei Ibn Qutaiba in Aschkelon, und vielen anderen. Zu seinen Schülern gehören Ibn Manda und Al-Hākim al-Naysābūrī. In Samarqand, Nischapur, und Nisa war er Lehrer und Qādī. Er hinterließ eine Bibliothek, jedoch ging das meiste davon verloren.

## Theologie
Wegen seiner Aussage, dass Prophetentum aus Taten und Wissen bestünde und Allah keine Grenzen habe, wurde er der Ketzerei beschuldigt und aus Chorasan vertrieben. Ibn Kathīr bezweifelt, dass er ersteres gesagt habe. Adh-Dhahabī verteidigte ihn und sagte, dass die erste Aussage nicht absolut gemeint sei, und dass die Beschuldigung genauso Ketzerei sei, da es weder einen positiven noch negativen Koranvers über solche mehrdeutige Aussagen gebe.

## Werke
- Kitāb al-Anwā' wa al-Taqāsīm, besser bekannt als Sahīh ibn Hibbān, besteht aus fünfundsiebzig Bücher. Ibn Hibbān erforderte von den Überlieferern fünf Kriterien. Es wurde 1952 von Dār-ul-Ma'ārif gedruckt in 352 Seiten mit Fußzeilen von Dr. Ahmad Muhammad Shakir.
- Kitāb al-Thiqāt ist ein Buch im Feld des ʿIlm ar-ridschāl. Es beschreibt 4475 Überlieferer, von den Prophetengefährten bis zur Zeit des Autors, und Überlieferungen über ihr Leumund. Al-Albānī sagt der Autor ist nachgiebig im Loben.[12]
- Al-Madschrūhīna min al-Du'afā' wa al-Matrūkīna ist auch ein Buch in ʿIlm ar-ridschāl und beschreibt schwache und kritisierte Überlieferer, ihr Geburtsdatum und Tod, ihre Lehrer und Schüler. Die Überlieferer sind alphabetisch nach Namen geordnet. Es wurde gedruckt in 1977 von Dār-ul-Wa'ī mit Fußnoten von Mahmūd Ibrāhīm Zāi.
- Rawdat al-'uqalā' wa Nuzhat-al-Fudalāʾ  Es wurde 2006 von Dār-ul-Kutub-al-'ilmiyyah.
- Tārīkh-al-Sahāba ist ein Geschichtsbuch mit Überlieferungen über die Prophetengefährten.
- Maschāhīr 'ulamā' al-Amsār ist ein Buch über die Geschichte und Überlieferungen über die islamischen Gelehrten in verschiedenen Ländern. Es wurde 1991 gedruckt in Ägypten von Dār-al-Wafā', mit der Hilfe von Manfred Fleischhammer, und mit einer Einführung und Fußnoten von Marzūq 'Alī Ibrāhīm.
- Al-Sīrah al-Nabawiyyah wa Akhbār Khulafāʾ ist eine Biografie des Propheten Mohammed, und den folgenden Kalifen.
- ʿIlal Awhām al-Mu'arrakhīna, verlorenes Werk, ein Band.
- ʿIlal Manāqib al-Zuhrī, verlorenes Werk, in 20 Bändern.
- ʿIlal Hadīth Mālik, verlorenes Werk, in 10 Bändern.
- ʿIlal mā asnada Abu Hanīfa, verlorenes Werk, in 10 Bändern.
- Mā khālafa fīhi Sufyānu Schu'bata (Worin Sufyan Schu'ba widersprach), verlorenes Werk, in 3 Bändern.
- Mā khālafa fīhi Schu'batu Sufyāna, verlorenes Werk, in 2 Bändern.
- Mā infarada bihī Ahl-al-Madīnati min al-Sunan, verlorenes Werk, ein Band.
- Mā infarada bihī al-Makkīūn, in 2 Bändern.
- und mindestens 17 weitere Werke.